# Георгій Пулевський
Георгій Пулевський (мак. Ѓорѓија Пулевски, Ѓорѓи Пулевски, болг. Георги Пулевски; 1817, Галичник — 13 лютого 1893, Софія) — македонський письменник, словникар, історик, революціонер і військовий діяч. Пулевський є автором першої друкованої македонської граматики й автором одного з перших словників македонської мови.

## Борець за македонську мову

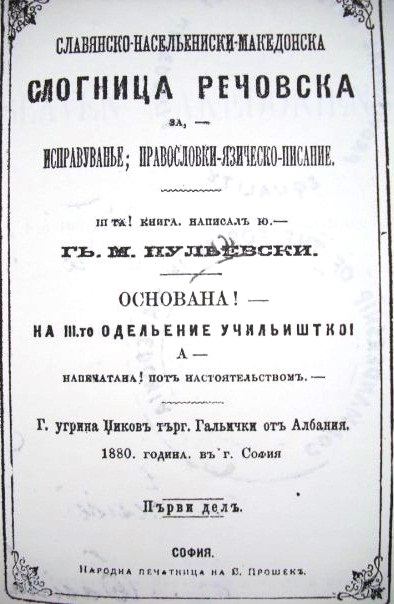
Слогница речовска.

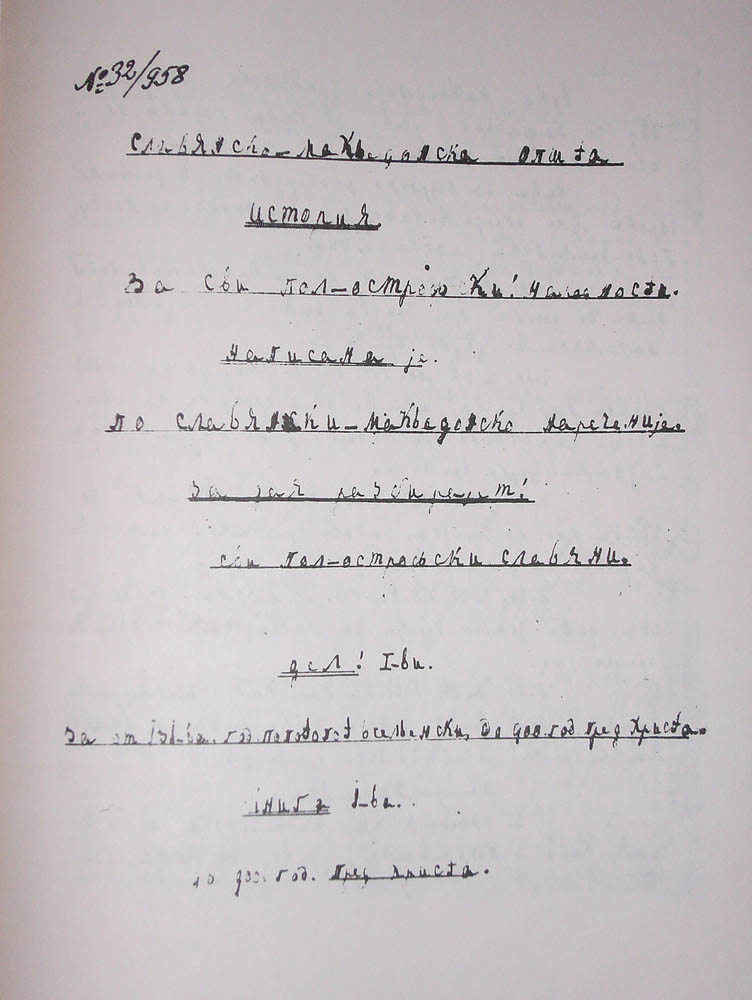
Слов'янсько-македонська спільна історія, оригінальний рукопис.

Важливою є його культурна та національна діяльність як письменника, словникаря, мовознавця, поета, фольклориста, етнографа та історика.
Його перша друкована праця, «Словник чотирма мовами» («Речник од четири јазика»), була опублікована в Белграді в 1873 році. Це насправді п'ятимовник, тому що стовпчик сербською мовою надає лексичний матеріал двох близьких, але різних мов: македонської та сербської.
Друга книга Пулевського — «Словник трьома мовами» («Речник од три јазика») — також була видана в Белграді в 1875 році. Ця праця є особливо важливою завдяки чітким поглядам і відкрито представленій ідеї, що його батьківщина Македонія, македонський народ і македонська мова є особливими у слов'янському світі.